# معركة توكماك
معركة توكماك هي سلسلة من المعارك العسكرية التي وقعت في مدينة توكماك في زابوروجييه أوبلاست، في 28 فبراير 2022، بين القوات المسلحة الأوكرانية والقوات المسلحة للاتحاد الروسي. كجزء من الغزو الروسي لأوكرانيا.

## المعركة
وفقًا لتقارير إعلامية، في ليلة 27-28 فبراير 2022، قام المخربون العسكريون الروس الذين كانوا جزءًا من مجموعات التخريب والاستطلاع في الأراضي الأوكرانية بسرقة الزي العسكري للقوات المسلحة الأوكرانية من أحد المخازن العسكرية وخاضوا معركة مع الجيش الأوكراني.
وفقًا لمركز الاتصالات الاستراتيجية وأمن المعلومات، وقعت معارك عسكرية في تلك الليلة بين مخربين روس يرتدون الزي الأوكراني والقوات المسلحة الأوكرانية. تم التعرف على الروس لأنهم كانوا يرتدون سترات واقية من الرصاص تابعة للجيش الروسي.
وفقًا لإدارة زابوريزهجي العسكرية، نتيجة المواجهة، تراجعت القوات الروسية إلى الضواحي الجنوبية لتوكماك. في 7 مارس، صرحت الإدارة العسكرية الإقليمية الأوكرانية لزابوروجييه أوبلاست أن القوات الروسية استولت على مدن بيرديانسك وإنيرهودار وميليتوبول وفاسيليفكا وتوكماك وبولوهي في هذه الأوبلاست.